# Panerusan
Panerusan is een bestuurslaag in het regentschap Wonosobo van de provincie Midden-Java, Indonesië. Panerusan telt 2612 inwoners (volkstelling 2010).